# Gestein

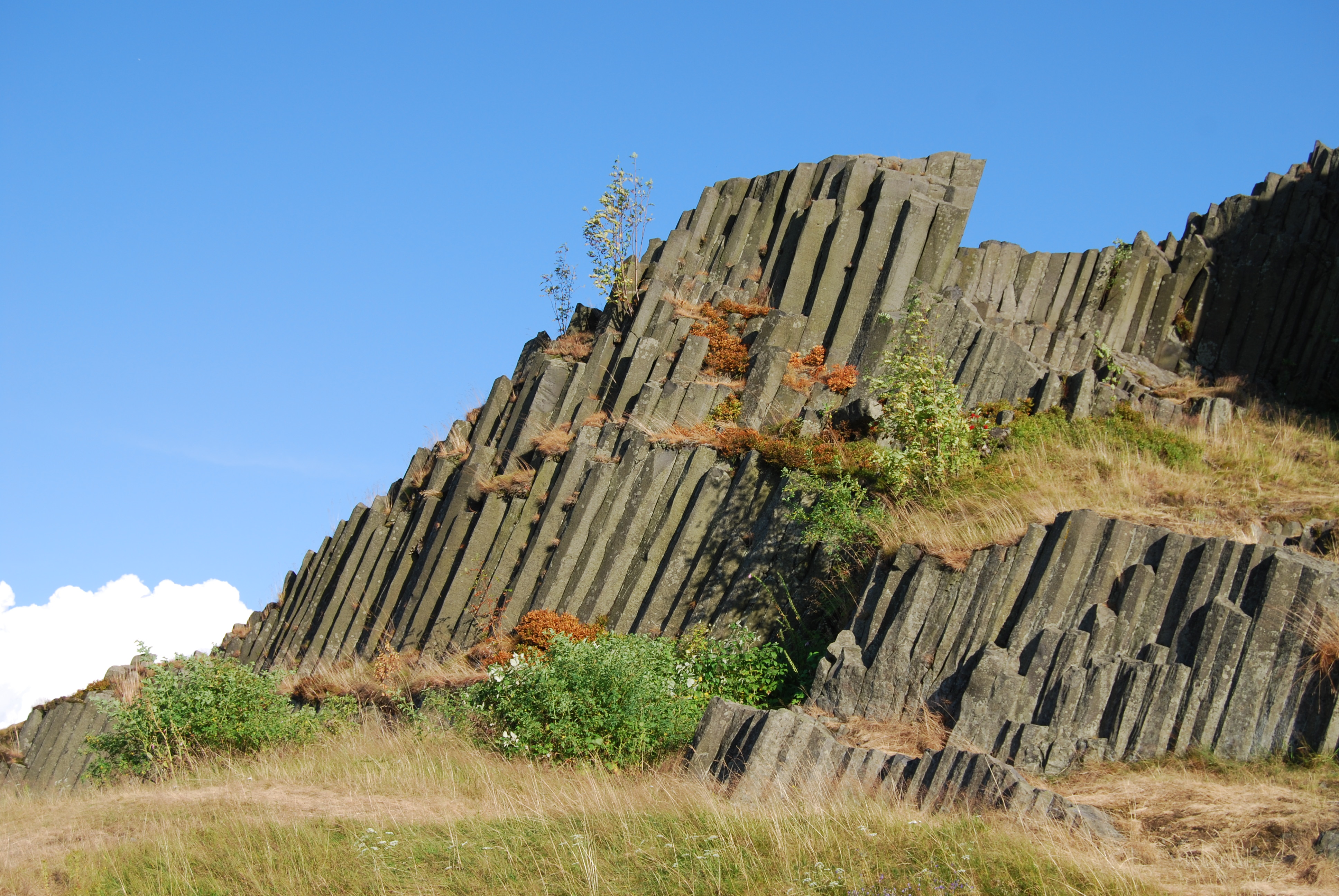
Säulenbasalt in Tschechien

Als Gestein bezeichnet man mehr oder weniger stark verfestigte, natürlich auftretende, in der Regel mikroskopisch heterogene Gemische aus Mineralkörnern, Gesteinsbruchstücken, organischen oder anorganischen Ausscheidungen oder Rückständen von Lebewesen. Das Mischungsverhältnis dieser Bestandteile schwankt innerhalb eines gegebenen Gesteinskörpers nur geringfügig, sodass dieser bei freiäugiger Betrachtung in der Regel einheitlich (homogen) wirkt.
Die Untersuchung der Lithogenese (von altgriechisch λίθος lithos „Stein, Felsblock, Gestein“ und -genese), Petrogenese (πέτρος petros „Stein“) oder Gesteinsbildung ist zentrales Gebiet der Petrologie und Geologie, aber auch der Geophysik und Geochemie.
Die meisten Gesteine der Erdkruste (und auch der übrigen terrestrischen Planeten) sind Silikatgesteine (Hauptbestandteile Quarz, Feldspäte, Amphibole, Pyroxene), nur ein kleiner Teil der Gesteine besteht überwiegend aus Karbonaten oder anderen Mineralklassen oder Stoffgruppen.
Ein größeres Volumen eines bestimmten Gesteines, das sich in der Erdkruste befindet oder im Gelände zu Tage tritt, wird gemeinhin als Gesteinsformation bezeichnet (nicht gleichzusetzen mit dem zwar ähnlichen, aber wesentlich exakter definierten Formationsbegriff in der Lithostratigraphie).

## Begriffsbestimmung
Der geologische Gesteinsbegriff ist weiter gefasst als der umgangssprachliche und bezieht auch natürlich auftretende Metall-Legierungen, vulkanisches Glas, Eis, lockeren Sand oder Kohle ein. Die Lehre von den Gesteinen, die Petrologie, ist ein Teilgebiet der Geowissenschaften. Beispiele für verschiedene Gesteinsarten sind in der Liste der Gesteine zu finden.
Die Erde und die inneren Planeten des Sonnensystems bauen sich aus sehr großen, räumlich zusammenhängenden Massen von Gesteinen auf. Jedoch sind diese nur an der Oberfläche der Erdkruste sichtbar und zugänglich, insbesondere in Gebirgen, die durch tektonische Vorgänge der Gebirgsbildung entstehen.
Die Lehre von der Be- und Verarbeitung von Gesteinen und Erden, deren Charakter nichtmetallisch ist, nennt man Gesteinshüttenkunde.
In der Medizin spricht man bei der Bildung von Gallensteinen, Speichelsteinen und Nierensteinen ebenfalls von einer Lithogenese.

## Zusammensetzung, Gefüge und Struktur
Gesteine bestehen im Wesentlichen aus Mineralen, von denen aber nur etwa dreißig einen bedeutenden Anteil an der Gesteinsbildung haben, die darum ‚gesteinsbildende Minerale‘ genannt werden. Vor allem sind dies Silikate wie Feldspäte, Quarz, Glimmer, Amphibole oder Olivin, aber auch Karbonate wie Calcit oder Dolomit sind wichtige Bestandteile von Gesteinen. Neben diesen Hauptgemengteilen (die mineralischen Komponenten, die mehr als 10 % der Gesamtmasse ausmachen) enthalten die meisten Gesteine noch so genannte Nebengemengteile (Komponenten, die zwischen 10 und 1 % ausmachen) oder Akzessorien (Komponenten, die nur zu <1 % enthalten sind). Häufig sind die Akzessorien für ein Gestein namensgebend. Des Weiteren ist durchweg ein gewisser Anteil Wasser vorhanden, als Kristallwasser oder Porenwasser.
Als Gefüge eines Gesteins bezeichnet man vor allem seine Textur – die räumliche Lage und Verteilung der Minerale in einem Gestein, die sich aus den Eigenschaften und dem Verhältnis der gesteinsbildenden Minerale zueinander ergibt – und die Struktur, die sich auf die geometrischen Eigenschaften der einzelnen Gesteinsbestandteile bezieht. Dazu gehören relative und absolute Größe, die Form der Kristalle oder Mineralkörner und die Art des Kornverbandes.

## Gesteinsklassen und Entstehung
Gesteine lassen sich entsprechend ihrer Entstehung (Genese) grob in drei Klassen unterteilen: magmatische Gesteine, Sedimentgesteine, und metamorphe Gesteine. Innerhalb dieser Klassen wird weiter untergliedert. Die gesamte Geschichte eines Gesteins, von seiner ursprünglichen Bildung bis zu seinem heutigen Zustand, wird als Petrogenese bezeichnet.
In der Geotechnik und zahlreichen verwandten Wissenschaften wie der Bodenkunde unterscheidet man Gesteine anhand ihrer mechanischen Eigenschaften grundsätzlich in zwei Gruppen, die Festgesteine und die Lockergesteine. Bei den Festgesteinen werden insbesondere unter dem Aspekt der Bearbeitbarkeit und Verwendbarkeit Hartgesteine von Weichgesteinen unterschieden.

### Magmatische Gesteine

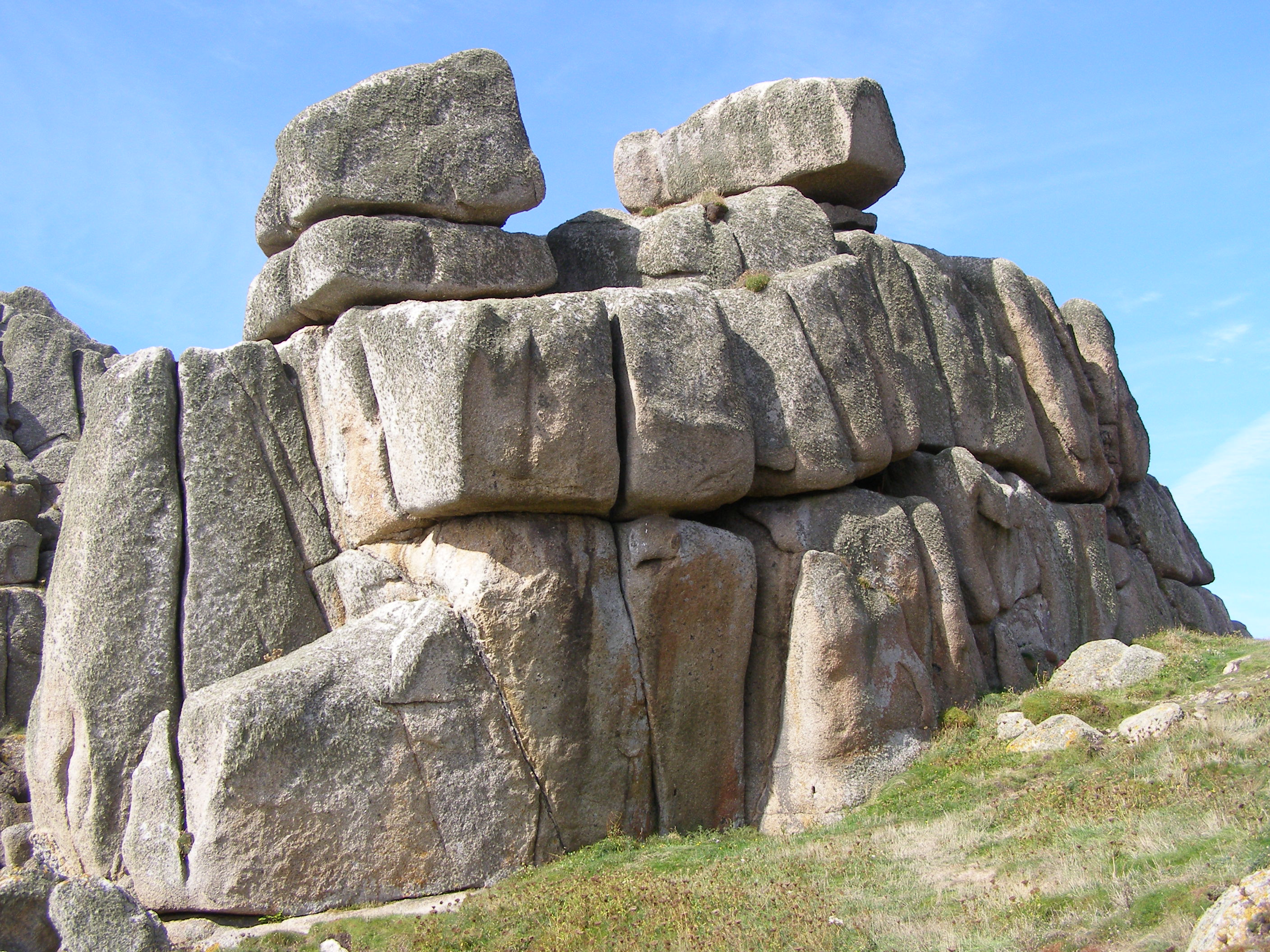
Charakteristisch verwitternder Granit in einem Aufschluss in Cornwall, Großbritannien

Magmatische Gesteine (Magmatite, Erstarrungsgesteine) entstehen durch das Erkalten und Auskristallisieren des geschmolzenen Materials aus dem Erdinneren, des so genannten Magmas. Die Nomenklatur von magmatischen Gesteinen nach ihrem Mineralbestand kann im Streckeisendiagramm abgelesen werden.
Findet das Erkalten tief in der Erdkruste (tiefer als 5 km) statt, spricht man von Plutoniten oder Intrusivgesteinen (Tiefengestein). Durch die verhältnismäßig gute Wärmeisolation der aufliegenden Gesteine kühlt sich die Magmaschmelze nur langsam ab, sodass große, das heißt mit bloßem Auge deutlich sicht- und unterscheidbare Mineralkristalle entstehen können. Beispiele für plutonische Gesteine sind Granit, Granodiorit, Syenit, Diorit oder Gabbro. Das Magma kann riesige Gesteinsmassen bilden, die so genannten Plutone, die oft mehrere Tausend Kubikkilometer Gestein umfassen.
Magma kann jedoch auch in flüssigem Zustand als Lava an der Erdoberfläche austreten. Dort erkaltet sie schnell und bildet dann die so genannten Vulkanite oder Effusivgesteine (Ergussgesteine). Durch die rasche Abkühlung können keine mit bloßem Auge sichtbare Kristalle wachsen, sodass Vulkanite, wie etwa Basalt, Andesit, Rhyolith und Trachyt, überwiegend sehr feinkörnig sind. Bei Abschreckung durch Kontakt mit Wasser entsteht sogar überhaupt keine kristalline Ordnung, sondern vulkanisches Glas wie beispielsweise Obsidian.
Ganggesteine bilden die Zwischenglieder von Plutoniten und Vulkaniten. Sie dringen in Spalten zwischen Magmakammer und Erdoberfläche ein und erstarren dort als Gänge. Beispiele für Ganggesteine sind Granitporphyr, Dolerit und Lamprophyr.

### Metamorphe Gesteine

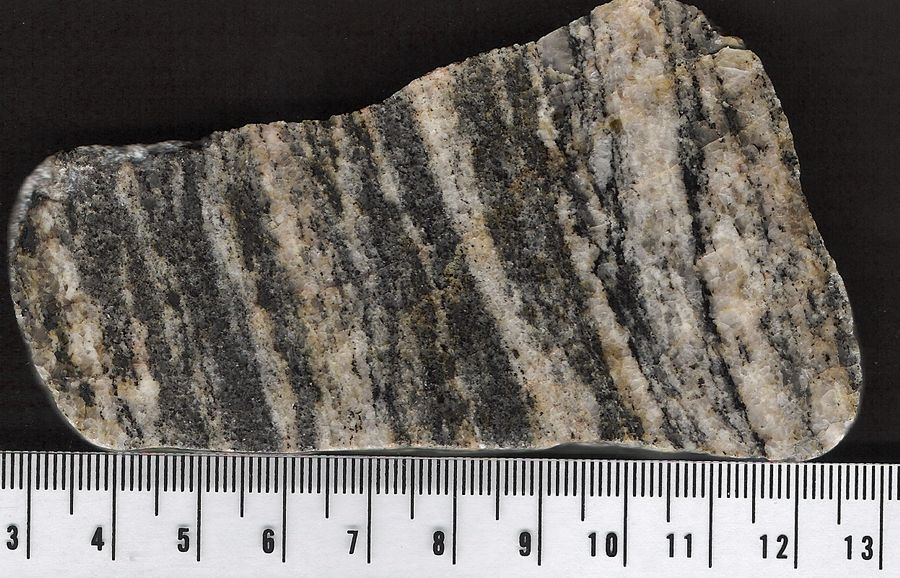
Ein Gneis-Handstück vom Baikalsee, Sibirien

Metamorphe Gesteine (Umwandlungsgesteine) entstehen aus älteren Gesteinen beliebigen Typs durch Metamorphose, das heißt durch Umwandlung unter hohem Druck beziehungsweise hoher Temperatur. Bei der Umwandlung ändert sich in der Regel die Mineralzusammensetzung des Gesteins, weil neue Minerale und Mineralaggregate gebildet werden; der Gesteinschemismus bleibt aber weitgehend gleich. Daneben kann auch das Gesteinsgefüge transformiert werden. Beispielsweise entsteht aus Quarzsandsteinen durch Anwachsen von Quarzsäumen an die Sedimentkörner und die daraus resultierende enge Verzahnung der Körner miteinander das metamorphe Gestein Quarzit, aus Kalksteinen entsteht, durch Rekristallisation, der auf Bruchflächen typisch „zuckerkörnige“ Marmor (beides sind Beispiele für weitgehend monomineralische Gesteine, bei denen während der Metamorphose keine oder keine nennenswerten Änderungen im Mineralbestand erfolgen).
Weiträumige Metamorphose von Gesteinen findet meist in großer Tiefe statt, lokale Transformationen können aber auch nahe der Erdoberfläche auftreten, meist im Zusammenhang mit Vulkanismus. Auch Meteoriteneinschläge führen zu Gesteinsmetamorphosen (sogenannte Impaktmetamorphose).
- Regionalmetamorphose steht in Zusammenhang mit Gebirgsbildungen und ist häufig druckbetont. Die damit verbundene Faltung von Gesteinen durch Kompression führt zu Rekristallisation und Einregelung von Mineralen und der Ausbildung einer Schieferung. Ein Beispiel ist die Umwandlung von tonigen Sedimenten in Schiefer, oder von magmatischen Gesteinen in Gneis.

- Kontaktmetamorphose bezeichnet die Gesteinsumwandlung durch Wärmeeinwirkung aus dem umgebenden Gestein heraus, entweder im Zentimetermaßstab durch Aufheizen des Gesteins um kleinere magmatische Gänge herum oder unterhalb der Sohle von Lavaströmen bis hin zu kilometerbreiten Kontakthöfen, sogenannten Aureolen, die sich um große, plutonische Intrusionen herum bilden.

### Sedimentgesteine

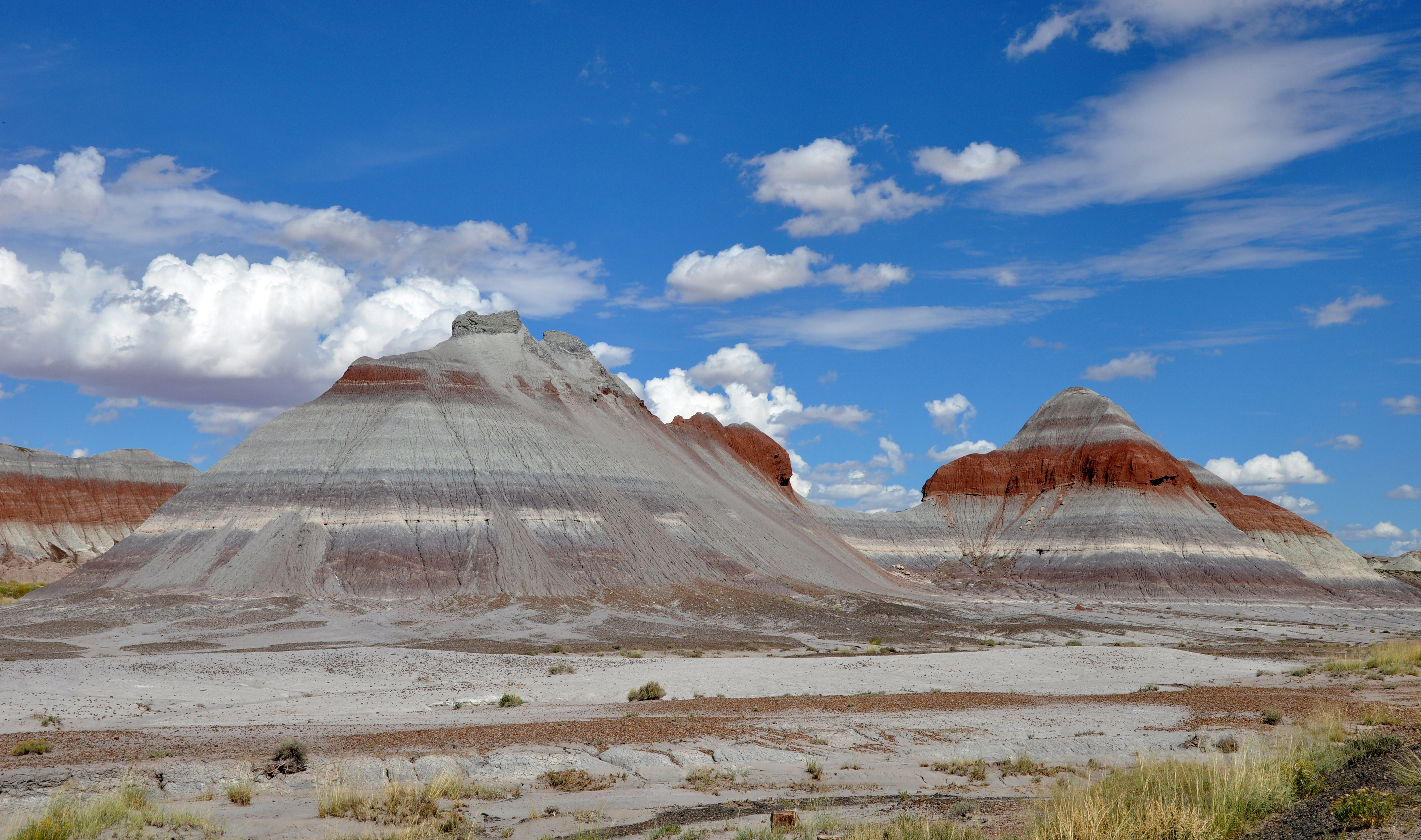
Hügel aus verschiedenfarbigen siliziklastischen Sedimentgesteinen der Trias (Chinle-Formation), Arizona, USA

Sedimentgesteine (Sedimentite, Ablagerungsgesteine) entstehen
- durch Verwitterung und Erosion von Gesteinen und erneute Ablagerung der Verwitterungsprodukte, wobei diese zuvor transportiert werden durch Wind (zum Beispiel Dünensand), Wasser (zum Beispiel Ton und fluviatile Schotter) oder Eis (zum Beispiel Tillit)
- durch Abscheiden von in Wasser gelösten Stoffen infolge Verdampfens des Wassers (Evaporit)
- durch Ausfällen von Stoffen infolge des Stoffwechsels von Lebewesen (zum Beispiel Kalkstein und Radiolarit)

So werden Sedimentgesteine nach Art ihrer Bildung in klastische, chemische und organogene (biogene) Ablagerungsgesteine unterschieden.
Werden die Ablagerungen durch Sedimentation weiteren Materials bedeckt, verdichten sie sich durch Druck, Bindemittelzufuhr und erhöhte Temperatur unter zunehmendem Wasserverlust immer mehr, bis aus dem weichen Sediment ein hartes, sprödes Sedimentgestein entstanden ist. Diese Veränderungen nach der primären Sedimentation bezeichnet man als Diagenese.
Beispiele für Sedimentgesteine sind Sandstein, Kalkstein und Steinsalz.
Sedimente lagern sich meist kumulativ in einer Abfolge horizontaler Schichten ab; durch die Reihenfolge der Ablagerung sind von Ausnahmefällen abgesehen höherliegende Schichten jünger als tieferliegende, eine Erkenntnis, die als Superpositionsprinzip oder Lagerungsgesetz auf den dänischen Arzt und Geologen Nicolaus Steno zurückgeht. Nach ihrer Entstehung können Sedimentgesteine starken Kräften unterliegen, wodurch die ehemals flachen Schichten gefaltet und gekippt werden, so dass die Lage des Gesteins im Raum so stark verändert sein kann, dass die ursprüngliche Schichtfolge lokal umgekehrt ist.
Sedimente lassen sich grob in terrestrische Land- und marine Meeressedimente unterteilen. Zu terrestrischen zählt man auch Ablagerungen in Süßwasserseen oder Flüssen, die aus Sand oder Schlamm entstanden sind, sowie die organischen Pflanzenreste, aus denen Kohle hervorgegangen ist. Auch Wüstensedimente sowie Ablagerungen von Gletschern werden dieser Gruppe zugeteilt. Ein Grenzfall zwischen Vulkaniten und Sedimenten sind vulkanische Aschen und Tuffe.
Meeressedimente können durch Ablagerung von Erosionsmaterial anderer Gesteine auf dem Meeresgrund, durch von biochemischen Vorgängen verursachte Ausfällung, zum Beispiel von Karbonaten, und durch Ablagerung anorganischer Skelette von Mikroorganismen wie Foraminiferen, Coccolithophoriden (Haptophyta), Strahlentierchen (Radiolaria) und Kieselalgen (Bacillariophyta) entstehen.

### Meteoriten

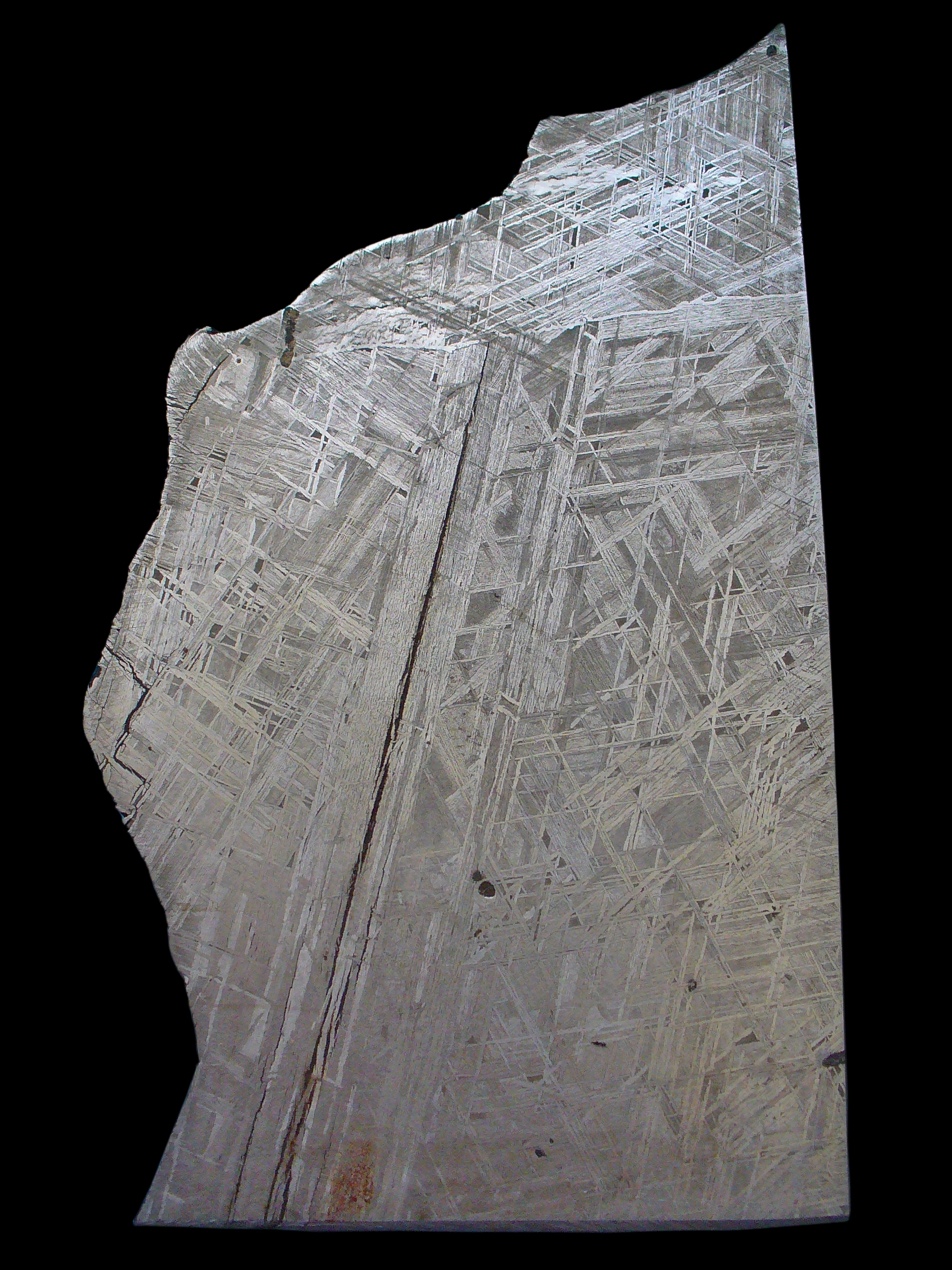
Polierte und angeätzte Scheibe eines Eisenmeteoriten (Gibeon-Meteorit)

Einen Sonderfall unter den Gesteinen bilden die Meteoriten, Gesteinskörper aus dem Weltraum. Meteoriten sind Zeugnisse der Frühgeschichte des Sonnensystems und enthalten zahlreiche Minerale, die sich nicht in anderen Gesteinen irdischen Ursprungs finden lassen. Sie lassen sich nach ihrem Mineralgehalt einteilen in Steinmeteoriten, die in erster Linie aus Silikaten wie Olivin oder Pyroxen bestehen, Eisenmeteoriten, die sich häufig aus den Eisen-Nickel-Mineralen Kamacit und Taenit zusammensetzen und Stein-Eisen-Meteoriten, die einen Mischtyp darstellen. Die Größe von Meteoriten liegt zwischen der von Mikrometeoriten und riesigen, tonnenschweren Gesteinskörpern. Fast alle der Wissenschaft bekannten Meteoriten gingen, in geologischen Zeitmaßstäben betrachtet, vor sehr kurzer Zeit auf der Erde nieder. Nur ein sehr geringer Teil liegt als sogenannte „fossile Meteoriten“ vor. Derartige Stücke sind in Schweden in mehrere hundert Millionen Jahre alten Sedimentgesteinen nachgewiesen worden.
Irdischen Ursprungs, aber durch Meteoriteneinschläge gebildet, sind die Tektite, zentimetergroße Glasobjekte, die durch einschlagbedingtes Schmelzen irdischen Gesteins und darauf folgendes schnelles Abkühlen an der Luft entstehen, und die Impaktite, die durch die starken mechanischen und thermischen Einwirkungen bei einem Meteoriteneinschlag aus den am Einschlagsort vorhandenen Gesteinen entstehen, wie etwa Suevit.

## Gesteinskreislauf

Gesteinskreislauf

Magmatische, metamorphe und Sedimentgesteine werden durch geodynamische Prozesse wie Erosion, Gesteinsmetamorphose oder Sedimentation ineinander umgewandelt.
So unterliegen durch Erosion des Deckgesteins freigelegte metamorphe und magmatische Intrusivgesteine ebenso wie die an der Oberfläche gebildeten Sediment- und magmatischen Extrusivgesteine der Verwitterung und Erosion. In erster Linie durch wind- oder wasserbedingten Transport lagern sich die Verwitterungsbestandteile als Sedimente ab und bilden durch Verdichtung schließlich Sedimentgesteine. Diese wandeln sich wie auch magmatische Intrusivgesteine in großer Tiefe unter hohem Druck und hoher Temperatur in metamorphe Gesteine um. Der Kreislauf schließt sich, wenn diese entweder wieder an die Oberfläche gelangen oder durch weitere Absenkung ins Erdinnere aufgeschmolzen werden und damit das Rohmaterial für die Entstehung magmatischer Gesteine bilden.

## Das älteste Gestein
Es gibt Indizien dafür, dass ein Teil eines bei der Mondmission Apollo 14 gefundenen Steins ursprünglich auf der Erde kristallisierte, dies wäre mit einer Datierung von 4,0–4,1 Ga der wahrscheinlich älteste Stein der Erde.
Das älteste bisher sicher datierte Gestein stammt aus der Acasta-Gneis-Formation des Slave-Kratons im Nordwesten Kanadas mit 4,031 ± 0,003 Milliarden Jahren (datiert 1999). Forscher der McGill-Universität in Kanada behaupteten 2008, im Nuvvuagittuq-Grünsteingürtel an der Hudson Bay im nördlichen Kanada ein noch älteres Gestein mit 4,28 Milliarden Jahren gefunden zu haben. Diese Datierung ist umstritten, das Alter dieser Gesteine ist weiterhin Gegenstand der Forschung.
Körner aus Mineralen, die besonders widerstandsfähig gegen Verwitterung sind, beispielsweise Quarz, können mehrfach zumindest den exogenen Teil des Gesteinskreislaufs durchlaufen, sie „überleben“ quasi das Gestein, in dem sie ursprünglich entstanden sind. Körner aus Mineralen, die zudem einen besonders hohen Schmelzpunkt haben, können sogar komplette Zyklen durchlaufen. Ein solches Mineral ist Zirkon, und die ältesten datierten Zeugnisse einer festen Kruste auf der Erde sind Zirkonkörner. Diese entstammen Metasedimenten in den Jack Hills (West-Australien), die vor 3 Milliarden Jahren abgelagert wurden. Einige der Zirkone darin waren jedoch schon vor 4,4 Milliarden Jahren aus einem Magma auskristallisiert. 2020 ergaben Spurenelementuntersuchungen an diesen Mineralen die besten Übereinstimmungen mit Mineralen, die heute in andesitischen Magmen kristallisieren, ähnlich den Magmen die heute an Inselbögen entstehen.

## Bedeutung
Gesteine dienten in der Menschheitsgeschichte als erster Werkstoff zur Herstellung von Werkzeug, den Steingeräten, und sind somit auch der Namensgeber für die älteste kulturhistorische Erdepoche, die Steinzeit. Archäologische Funde aus jener Zeit sind meist Steinartefakte. Steine bilden das älteste feste Baumaterial der menschlichen Kultur und die ältesten bekannten überlieferten Schriftträger menschlicher Schriftkultur.
Die Kunst, Steine zu bearbeiten, nennt man Lithurgik.
In früheren Zeitepochen wurden aus Gesteinen gesamte Bauwerke erstellt. Heute sind sie ein wesentlicher Bestand im Innenausbau (Bodenbelag, Treppe, Fensterbank, Waschtisch und Küchenarbeitsplatte) und im Außenbau (Fassadenbekleidung oder Pflasterstein). Des Weiteren sind sie Grundlage bildlicher Darstellungen in der Kunst, besonders in der Lithografie und als Ausgangsmaterial der Bildhauerei. Schmucksteine, Edelsteine und Halbedelsteine sind als Schmuck beliebt. Lesesteinhaufen und Trockensteinmauern dienten früher als Markierung von Äckern und sind heute wertvolle Biotope. Ein Grenzstein wird zur Abgrenzung von Gebieten verwendet. Fossilien in Form von Versteinerungen zeugen von Lebewesen früherer Äonen, Epochen und Perioden und spielen eine große Rolle für das Studium vergangener Lebensformen, der Evolutionsgeschichte sowie für die Datierung von Gesteinsschichten.